# ستانلي جان باتيست
ستانلي جان باتيست (بالإنجليزية: Stanley Jean-Baptiste)‏ هو لاعب كرة قدم أمريكية أمريكي، ولد في 12 أبريل 1990 في ميامي في الولايات المتحدة.

## وصلات خارجية
- ستانلي Jean-Baptiste على موقع مرجع كرة القدم المحترفة.كوم (الإنجليزية)
- ستانلي Jean-Baptiste على موقع كلية كرة القدم في سبورتس رفرنس.كوم (الإنجليزية)